# NGC 359
 NGC 359 là một thiên hà hình elip nằm cách Hệ Mặt trời  khoảng 238 triệu năm ánh sáng trong chòm sao Kình Ngư. Nó được phát hiện vào ngày 2 tháng 9 năm 1864 bởi Albert Marth. Nó được Dreyer mô tả là "cực kỳ mờ nhạt, rất nhỏ".